# Тихомиров, Анатолий Михайлович (генерал-лейтенант авиации)
Анатолий Михайлович Тихомиров (23 апреля 1924 — 13 ноября 1996, Люберцы, Московская область) — советский военный деятель, лётчик, авиационный инженер, генерал-лейтенант авиации, организатор и руководитель работ в области надёжности и безопасности полётов военной авиации СССР, лауреат Государственной премии СССР (1979).

## Биография
Родился 23 апреля 1924 года в д. Пахтусово Мантуровского района, Костромской области. В 1941 году окончил спецшколу ВВС № 5 в г. Горьком.
После войны окончил Бирмскую военную авиационную школу пилотов (1945) и служил в качестве лётчика и старшего лётчика в 20 ЗапАП (г. Новосибирск, 1945-1946), 812 ИАП (Германия, 1946-1947), 402 ИАП (Германия, 1947-1949). 
Затем поступил в ВВИА им. Н. Е. Жуковского, которую окончил в 1956 году. По окончании академии служил на должностях:
- Начальника технико-эксплуатационной части 282 ИАП (1956)
- Заместителя командира 92 ИАП по ИАС (1956-1959)
- Инженера по самолётам и двигателям в 279 ИАД и 131 ИАД (1959-1961)
- Заместителя командира 131 ИАД по ИАС (1961-1962)
- Заместитель командующего 16 Воздушной армии по ИАС (1962-1965)
- Заместитель командира 61 гв. ИАК по ИАС (1965-1968)
- Заместитель командующего 1 Воздушной армии по ИАС (1968-1973)
- Начальник Государственного НИИ эксплуатации и ремонта авиационной техники ВВС (1973-1987)

К моменту назначения на должность начальника ГосНИИ ЭРАТ ВВС Тихомиров уже был генерал-майором и пользовался авторитетом у командования ВВС. Под его руководством институт получил существенное развитие, были открыты новые научные подразделения и направления научных исследований: физическое и математическое моделирование отказов авиационной техники (АТ), моделирование на ЭВМ динамики движения самолётов и вертолётов в аварийных ситуациях, обработка и анализ данных с бортовых аварийных регистраторов полетной информации, трасологические и дефектоскопические методы исследования поврежденных и отказавших изделий, разработка новых методов и технологий защиты изделий и материалов от коррозии, старения и биоповреждения и др. В 1976 году при институте впервые создан диссертационный совет по специальности 20.20.21 (эксплуатация и восстановление авиационной техники). В 1978 году институт за проводимую большую научную и практическую работу в области надёжности и эффективности эксплуатации военной АТ награждён орденом Трудового Красного знамени.
Институт под  руководством Тихомирова занял ведущие позиции в области разработки и исследования систем технической эксплуатации АТ, методов повышения точностных характеристик авиационных прицельно-навигационных комплексов, методических и организационных основ войскового и капитального ремонта АТ, повышения уровня механизации при техническом обслуживании самолётов и вертолётов и их вооружения, развития методов и  средств эксплуатационного контроля и диагностики, технологий моделирование процессов инженерно-авиационного обеспечения авиационных частей. 
Известен вклад Тихомирова в становление современных методов расследования авиационных происшествий в части технологий работы комиссии по расследованию на месте катастрофы и в лабораторных условиях. Разработанный институтом совместно со специалистами ЛИИ им. М.М. Громова (В. И. Бочаров и др.) комплекс научных методов и технических средств установления причин и предупреждения отказов и аварий самолётов и вертолётов военной авиации был удостоен в 1979 году Государственной премии СССР. 
После увольнения в запас Тихомиров некоторое время работал в ЛИИ им. М.М. Громова старшим научным сотрудником в области анализа факторов безопасности полётов военной авиации (1992-1995).
Скончался 13 ноября 1996 года. Похоронен на Ново-Люберецком кладбище.

## Награды и звания
- Лауреат  Государственной премии СССР (1979) за создание комплекса научных методов и технических средств установления причин и предупреждения отказов и аварий летательных аппаратов военной авиации[1][2]
- орден Октябрьской Революции
- 2 ордена Красного Знамени
- орден Красной Звезды
- девять медалей[1]

## Память
На главном корпусе ГосНИИ ЭРАТ ВВС в г. Люберцы Московской области установлена мемориальная доска памяти А. М. Тихомирова (во многом благодаря его энергии и авторитету этот корпус 104 и был построен в институте)